# فنیمور ۷۷۰۸
سیارک ۷۷۰۸ (به انگلیسی: 7708 Fennimore، نامگذاری:1994GF9) هفت هزار و هفتصد و هشتمین سیارک کشف شده‌است که در ۱۱ آوریل ۱۹۹۴ کشف شد.
قدر مطلق سیارک برابر ۲۳.۴ است.